# Перелік ударів по житловій забудові під час російського вторгнення (лютий 2024)
Удари по житловій забудові України під час російсько-української війни — воєнний злочин, скоєний російськими військовими під час повномасштабного військового вторгнення в Україну.
У переліку подано інформацію про удари по житловій та громадській забудові яка була опублікована у відкритих джерелах. Подано інформацію про атаки протягом лютого 2024 року.

## Загальна інформація
Згідно моніторингової місії ООН з прав людини в Україні відомо про 153 загиблих цивільних українців протягом лютого 2024 року.

### Руйнування населених пунктів прилеглих до лінії зіткнення
У населених пунктах які знаходяться біля лінії бойового зіткнення, постійно відбуваються обстріли житлової та іншої цивільної забудови (у тому числі медичних установ, навчальних закладів, комерційної забудови). Впродовж лютого 2024 року, обстріли відбувалися вздовж прикордонних громад Чернігівщини, Сумщини, та Харківщини, а також громад Запорізької, Дніпропетровської, Херсонської та Миколаївської областей із використанням ракет, безпілотників, мінометів, артилерії, реактивних систем залпового вогню, вогнем бронетехніки та стрілецької зброї.
Вздовж державного кордону:
- У Чернігівській області — Корюківська, Новгород-Сіверська, Семенівська, Сновська громади.
- У Сумській області — Білопільська, Великописарівська, Глухівська, Краснопільська, Миропільська, Новослобідська, Путивльська, Хотінська, Юнаківська громади.
- У Харківській області — Вільхуватська, Вовчанська, Дворічанська, Дергачівська, Золочівська, Липецька громади

Між тимчасово окупованою територією:
- У Харківській області — Борівська, Дворічанська, Ізюмська, Кіндрашівська, Куп'янська, Курилівська, Оскільська, Петропавлівська громади
- У Луганській області — Красноріченська, Лисичанська громади
- У Донецькій області — Званівська, Сіверська громади
- У Запорізькій області —
- У Херсонській області —
- У Миколаївській області —

## Перелік атак
Червоним кольором позначені атаки у яких відомо про загибель людей.
| дата і місце                                      | дата і місце                              | тип зброї         | подробиці атаки, жертви (загиблі/поранені)                                           | подробиці атаки, жертви (загиблі/поранені) |
| ------------------------------------------------- | ----------------------------------------- | ----------------- | ------------------------------------------------------------------------------------ | ------------------------------------------ |
| 01/02                                             | Херсонська обл., Саблуківка               | авіабомбовий удар | під удар потрапили житлові будинки та господарські споруди                           | —                                          |
| 02/02                                             | Херсон                                    | авіабомбовий удар | росіяни скинули авіабомбу по центру Херсона, пошкоджено житлові будинки              | —                                          |
| 06/02                                             | Харківська обл., Золочів                  | РСЗВ              | зруйновано триповерхову будівлю готелю, загинуло немовля - двомісячний хлопчик       | 1/0                                        |
| Масований ракетний обстріл України 7 лютого 2024  |                                           |                   |                                                                                      |                                            |
| 07/02                                             | Миколаїв                                  | ракетний удар     | 40 приватних будинків зазнали руйнувань                                              | 1/12                                       |
| 07/02                                             | Київ                                      | ракетний удар     | пошкодження від падіння уламків на житлові будинки                                   | 4/35                                       |
| 07/02                                             | Дніпропетровська обл., Новомосковськ      | Shahed 136        | руйнування на території комунального підприємства                                    | —                                          |
| 07/02                                             | Дніпропетровська обл., Павлоградський р-н | ракетний удар     | пошкодження від падіння уламків у 8 населених пунктах                                | —                                          |
| 07/02                                             | Миколаїв                                  | Shahed 136        | внаслідок влучань пошкоджено близько 20 житлових будинків                            | 0/1                                        |
| 07/02                                             | Харків                                    | С-300             | пошкоджено будівлі цивільних підприємств                                             | 0/3                                        |
|                                                   |                                           |                   |                                                                                      |                                            |
| 08/02                                             | Одеса                                     | Shahed 136        | пошкоджено недобудовану багатоповерхівку та будівлі навчального закладу              | —                                          |
| 08/02                                             | Миколаїв                                  | Shahed 136        | пошкоджено понад 20 житлових будинків, офісні приміщення, приватне підприємство      | —                                          |
| 08/02                                             | Донецька обл., Авдіївка                   | ракетний удар     | пошкодження житлових будинків                                                        | 1/0                                        |
| 08/02                                             | Донецька обл., Селидове                   | С-300             | під вогнем опинилась житлова забудова, приватний сектор і багатоквартирні будинки    | 1/7                                        |
| 09/02                                             | Сумська обл., Сумський р-н                | авіабомбовий удар | удар по майстерні агрофірми, загиблі та поранені – цивільні працівники               | 3/4                                        |
| 10/02                                             | Харків                                    | Shahed 136        | влучання у нафтобазу та приватні житлові будинки навколо                             | 7/57                                       |
| 11/02                                             | Миколаїв                                  | Shahed 136        | пошкоджено навколишні житлові будинки, авто та газогін                               | 0/1                                        |
| 11/02                                             | Харківська обл. Люботин                   | С-300             | влучання у приватні будинки, поліклініку, фітнес-клуб та комбінат                    | —                                          |
| 12/02                                             | Донецька обл., Селидове                   | С-300             | після опівночі 12 лютого російські війська вдарили ракетами у приватний сектор міста | 0/3                                        |
| 13/02                                             | Донецька обл., Селидове                   | С-300             | завдано щонайменше двох ударів по житловій багатоповерхівці та лікарні               | 3/12                                       |
| 14/02                                             | Донецька обл., Селидове                   | С-300             | завдано щонайменше двох ударів по житловій багатоповерхівці та лікарні               | 3/12                                       |
| 14/02                                             | Харківська обл., Великий Бурлук           | авіабомбовий удар | влучання у двохповерховий житловий будинок та в ще один поряд із ним                 | 4/5                                        |
| Масований ракетний обстріл України 15 лютого 2024 |                                           |                   |                                                                                      |                                            |
| 15/02                                             | Харківська обл., Чугуїв                   | С-300             | зруйновані приватні будинки, жертви: 1/0                                             | 1/0                                        |
| 15/02                                             | Львів                                     | ракетний удар     | пошкоджено ел. підстанцію, житлові будинки, дитсадок, ліцей та школу                 | 0/3                                        |
| 15/02                                             | Хмельницька обл.                          | ракетний удар     | внаслідок російської атаки пошкоджено цивільні об'єкти                               | 0/2                                        |
| 15/02                                             | Київська обл., Бучанський р-н             | ракетний удар     | пошкоджені кілька десятків житлових будинків                                         | —                                          |
| 15/02                                             | Дніпропетровська обл.                     | ракетний удар     | відомо про влучання по об'єктах цивільної інфраструктури                             | —                                          |
| 15/02                                             | Запоріжжя                                 | ракетний удар     | влучання в інфраструктурний об'єкт, пошкоджені багатоповерхівки                      | 0/4                                        |
|                                                   |                                           |                   |                                                                                      |                                            |
| 16/02                                             | Харківська обл., Дергачі                  | Х-59              | перехоплено українською ППО, уламки ракети впали на дах багатоповерхівки             | —                                          |
| 17/02                                             | Харківська обл., Куп'янськ                | авіабомбовий удар | влучання у приватні та багатоквартирні житлові будинки                               | 1/5                                        |
| 17/02                                             | Донецька обл., Краматорськ                | Х-22              | житлові будинки, пункт незламності та соціальна їдальня                              | 4/2                                        |
| 17/02                                             | Донецька обл., Словʼянськ                 | Іскандер-М        | житлові будинки, пункт незламності та соціальна їдальня                              | 4/2                                        |
| 18/02                                             | Донецька обл., Соловйове                  | С-300             | пошкоджено 8 приватних осель                                                         | —                                          |
| 18/02                                             | Донецька обл., Селидове                   | С-300             | руйнувань зазнали багатоквартирний і 7 приватних будинків, школа, спорткомплекс      | —                                          |
| 18/02                                             | Донецька обл., Малинівка                  | С-300             | освітній заклад                                                                      | —                                          |
| 20/02                                             | Донецька обл., Дружківка                  | Х-22              | пошкоджені багатоповерхові будинки, адмінбудівлі, навчальні заклади та інше          | —                                          |
| 20/02                                             | Донецька обл., Краматорськ                | Х-22              | влучання у фільтрувальну станцію                                                     | 0/7                                        |
| 20/02                                             | Харківська обл., Петропавлівка            | БпЛА              | БпЛА атакував авто із цивільними що рухалося по дорозі загального користування       | 2/2                                        |
| 21/02                                             | Донецька обл., Добропілля                 | Shahed 136        | внаслідок обстрілу пошкоджено пошкоджено сім багатоповерхівок                        | 0/2                                        |
| 23/02                                             | Дніпро                                    | Shahed 136        | влучання в багатоповерхівку                                                          | 0/8                                        |
| 25/02                                             | Донецька обл., Костянтинівка              | С-300             | атаковано залізничний вокзал, адмінбудівлі, приватні та багатоквартирні будинки      | 0/1                                        |
| 25/02                                             | Дніпро                                    | Shahed 136        | пошкоджені 10 приватних будинків, авто, п’ятиповерхівки та виробничі будівлі         | 0/4                                        |
| 26/02                                             | Дніпро                                    | ракетний удар     | пошкоджено близько десятка приватних будинків                                        | 0/4                                        |
| 26/02                                             | Харківська обл., Скрипаї                  | Shahed 136        | атакована непрацююча база відпочинку, пошкоджено три одноповерхові будинки           | —                                          |
| 28/02                                             | Херсон                                    | артобстріл        | атаковане вантажне судно, пошкоджені багатоповерхівки та приватні будинки            | 1/2                                        |
| 28/02                                             | Херсонська обл., Херсонський р-н          | артобстріл        | атаковане вантажне судно, пошкоджені багатоповерхівки та приватні будинки            | 1/2                                        |
| 28/02                                             | Харківська обл., Куп'янськ                | авіабомбовий удар | удар по центральній частині Куп'янська у церкву, житлові будинки, кафе               | 2/5                                        |
| 28/02                                             | Харківська обл., Великий Бурлук           | авіабомбовий удар | влучання по території залізничного вокзалу                                           | 2/1                                        |
| 29/02                                             | Донецька обл., Миколаївка                 | авіабомбовий удар | армія РФ завдала авіаудару, пошкоджені лікарня, приватні будинки та електромережі    | —                                          |